# Das Attentat – Sarajevo 1914
Das Attentat – Sarajevo 1914 ist eine Filmbiografie aus dem Jahr 2014 und thematisiert das Attentat von Sarajevo auf den Österreich-Ungarischen Thronfolger, Erzherzog Franz Ferdinand von Österreich-Este.

## Handlung
Am 28. Juni 1914 fahren der österreich-ungarische Thronfolger, Erzherzog Franz Ferdinand von Österreich-Este, und dessen Gattin, Herzogin Sophie Chotek von Chotkowa, während des 525. Jahrestages der Schlacht auf dem Amselfeld durch Sarajevo. Es kommt zum
ersten Anschlag. Der österreichische Untersuchungsrichter Leo Pfeffer wird umgehend mit der Aufklärung des Anschlages beauftragt. Während der Verhörung des Attentäters erfährt er, dass es einen zweiten Anschlag gegeben hat, bei dem der Thronfolger und seine Ehefrau tödlich verletzt wurden. Der Attentäter Gavrilo Princip kann verhaftet werden. Die geringe Anzahl von 36 zur Verfügung stehenden Gendarmen zur Bewachung der vom Thronfolger abgefahrenen Strecke, das nach dem ersten Anschlag erneut durchgeführte Abfahren der gleichen Strecke und das versehentliche Abbiegen in eine Gasse, in der der Attentäter stand, lassen bei Pfeffer Zweifel aufkommen. Das rasche Geständnis eines Täters wurde unter Folter erzwungen, Beweise verschwinden und Zeugen verstummen. Im Zuge seiner Ermittlungen stößt Pfeffer auf weitere Ungereimtheiten, wird aber von seinen Vorgesetzten dazu gezwungen, das Attentat als serbische Intrige zu bezeichnen, da die österreich-ungarischen Politiker und Militärs eine Militäraktion gegen Serbien kaum erwarten können.

## Produktion
Der Film ist eine deutsch-österreichische Kooperation von ZDF und ORF. Er wurde zum 100-jährigen Jubiläum des Beginns des Ersten Weltkriegs 2014 uraufgeführt.

## Auszeichnungen und Nominierungen
Der Film erhielt folgende Auszeichnung bzw. Nominierungen:
- Fernsehfilmfestival Baden-Baden 2014
  - Einladung zum Wettbewerb
- Auszeichnung der Deutschen Akademie für Fernsehen 2014[4]
  - Nominierung in der Kategorie Schauspieler Hauptrolle: Florian Teichtmeister
  - Nominierung in der Kategorie Drehbuch: Martin Ambrosch
  - Nominierung in der Kategorie Casting: Nicole Schmied
- Fernsehpreis der Österreichischen Erwachsenenbildung 2014
  - Auszeichnung in der Kategorie Fernsehfilm: Andreas Prochaska, Martin Ambrosch
- Jupiter Award 2015
  - Nominierung in der Kategorie Bester Deutscher TV-Schauspieler: Heino Ferch

## Kritiken
„Regisseur Andreas Prochaska […] mischt Fakten mit Fiktion, etwa einer aufgesetzten Lovestory. Eindrucksvoller ist, wie der Verschwörungsthriller bleierne Zeiten am Vorabend der Katastrophe heraufbeschwört. Bedrückender Geschichtskrimi.“

„So trotzt die ZDF/ORF-Koproduktion dem Attentat von Sarajevo, dessen Ablauf und dessen Folgen allgemein bekannt sind, doch noch einen Mehrwert ab gegenüber einer Dokumentation zum Thema.“

„In „Das Attentat - Sarajevo 1914“ wartet das ZDF mit einer seltsamen Kriegserklärung auf. Der Fernsehfilm spekuliert zu viel um das tatsächliche Geschehen herum.“

„Der ZDF-Film "Das Attentat - Sarajevo 1914" soll von der Ermordung des österreichischen Thronfolgers Franz Ferdinand erzählen - und verirrt sich in Verschwörungstheorien. […] Mag es auch erstaunlich sein, dass der Anschlag auf Franz Ferdinand gelingen konnte - fast ebenso erstaunlich ist, dass ein Film über dieses dramatische Ereignis derart misslingt.“